# Talang Indah (Muara Telang)
Talang Indah is een bestuurslaag in het regentschap Banyuasin van de provincie Zuid-Sumatra, Indonesië. Talang Indah telt 1267 inwoners (volkstelling 2010).